# バヌアツ

バヌアツ共和国
Ripablik blong Vanuatu （ビスラマ語）
Republic of Vanuatu （英語）
République du Vanuatu （フランス語）

国の標語：Long God Yumi Stanap
（ビスラマ語：神と共に立つ）
国歌：Yumi, Yumi, Yumi（ビスラマ語）
我等、我等、我等

バヌアツ共和国（バヌアツきょうわこく）、通称バヌアツは、南太平洋のシェパード諸島の火山島上などに位置する共和制国家、オセアニアの島嶼国家（島国）である。首都はエファテ島にあるポートビラ。
北西から南西にかけては、ともに珊瑚海を取り巻くソロモン諸島、パプアニューギニア、オーストラリア、フランス海外領土のニューカレドニアがある。南はニュージーランドが、東から北にかけてはフィジー、ナウルなど他の島嶼国家やアメリカ領サモア、フランス海外領土ウォリス・フツナが点在する。イギリス連邦加盟国。

## 国名
正式名称は、
- Ripablik blong Vanuatu （ビスラマ語：リパブリック・ブロン・ヴァヌアトゥ）
- Republic of Vanuatu [1]（英語：リパブリック・オヴ・ヴァヌアートゥー）
- République du Vanuatu （フランス語：レピュブリク・デュ・ヴァヌアトゥ）

日本語の表記はバヌアツ共和国、通称は、バヌアツ。ヴァヌアツという表記もされる。中国語の漢字表記では「瓦努阿図」と書き、「瓦」と略す。
バヌアツは、メラネシア系の言葉「バヌア（土地）」と「ツ（立つ）」の合成語で「我々の土地」「独立した土地」といった意味がある。

## 歴史
バヌアツの島々には、数千年前にオーストロネシア語族の人々が渡来してきて定住し始めたと考えられている。その最古の遺跡は、約4000年前のものだと推定されている。1452年から1453年にかけて、海底火山クワエの大噴火が複数回起こり、世界の歴史に大きな影響を与えた。

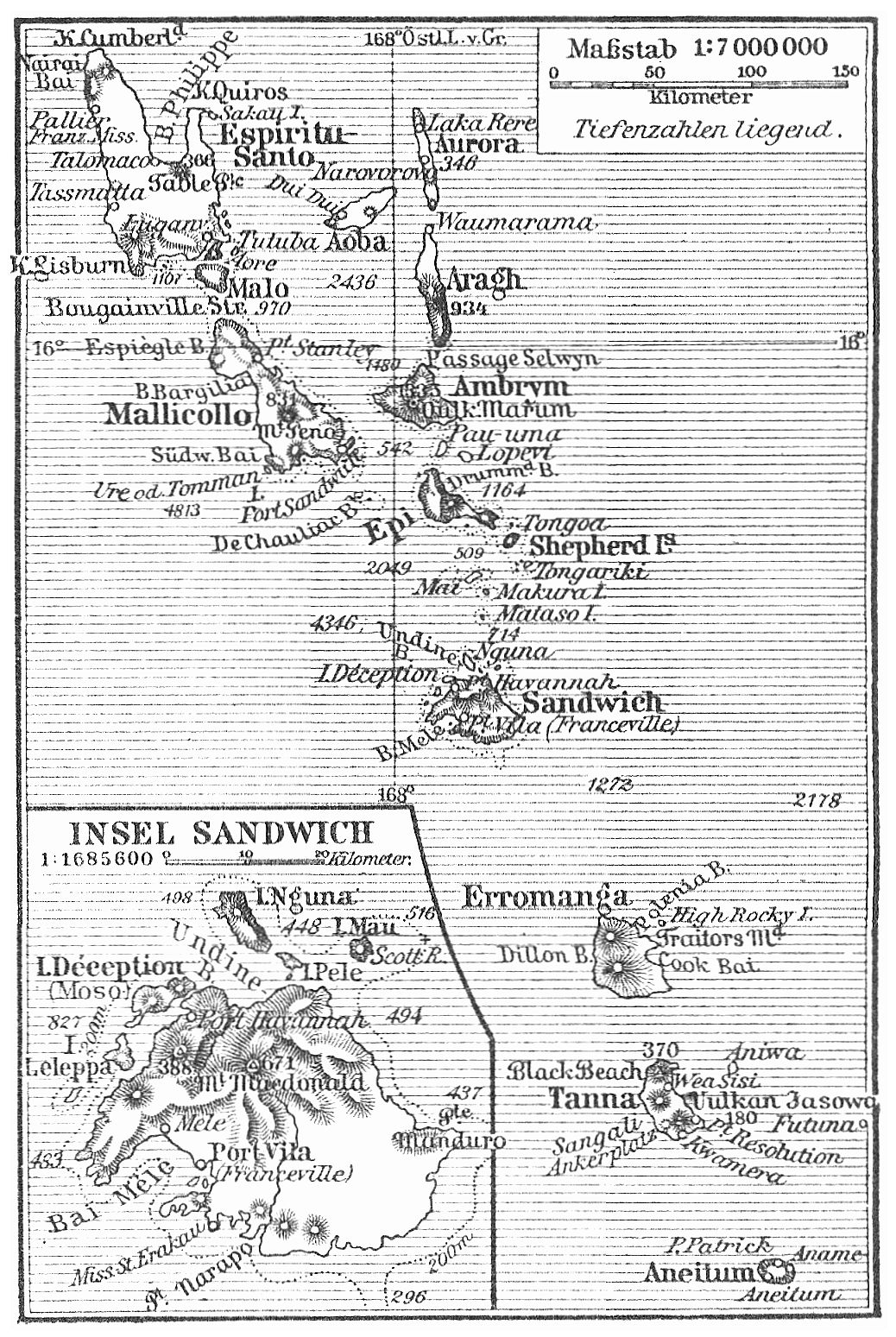
ニューヘブリディーズの地図（1905年）

バヌアツは元々メラネシア人の居住地であった。ヨーロッパ人で最初にこの島を訪れたのは、ポルトガル人のペドロ・フェルナンデス・デ・キロスで、1606年4月27日にサント島に上陸している。ヨーロッパ人による植民が始まったのは、英国のジェームズ・クックによる調査が行われた18世紀末以降のことである。1774年、クックがこの地域をニューヘブリディーズと命名した。英仏間で衝突が繰り返された後、1906年に両国は、ニューヘブリディーズ諸島を共同統治領とすることに合意した。
太平洋戦争中は、アメリカ軍が現在はバヌアツ領のエスピリトゥサント島を基地化して、日本軍と珊瑚海海戦、ソロモン諸島の戦いなどを展開した。
1960年代、バヌアツの人々は自治と独立を要求し始めたが、英語系とフランス語系の島民が対立した。1974年、タンナ島ではイギリス主導の独立に反感を抱いていたフランス人の農園主アントワーヌ・フォルネリがジョン・フラム運動の支持者らと共にタンナ国としての分離独立を試みたものの、正式な独立宣言を行う前に治安部隊によって逮捕された。1975年にはサント島を中心とした島々でナグリアメル連邦として分離独立の宣言も起きた。1980年に入るとバヌアツの独立を求める声が高まり、タンナ島で再びタフェアン共和国として独立運動が起きたが、これはイギリス軍の制圧で分離独立運動は終結した。同年8月21日にはエスピリトゥサント島のフランス語系住民が独立に反対して分離運動が起き、ベマラナ共和国を名乗った。
1980年7月30日にイギリス連邦加盟の共和国としてバヌアツが独立。フランスは政情不安を理由に最後まで独立に反対の立場であったが、これにより事実上、英仏の共同統治下から独立し、大統領を国家元首とする「バヌアツ共和国」として出発した。独立した同年にメラネシア社会主義を掲げるバヌア・アク党のウォルター・リニが首相に就任。1991年の社会主義国家の相次ぐ崩壊に伴ってウォルター・リニは党内外から批判が高まり、1991年に解任された。その後、総選挙によりフランス語系の穏健諸党連合のカルロが首相に就任、国家連合党と連立政権を成立させた。2006年7月には環境NGO「地球の友」とシンクタンク「新経済財団」が「地球上で最も幸せな国」に選んだ。
2010年代には中華人民共和国に接近することで多額の投資を引き出すことに成功。これにより首相官邸や大型の会議場、スポーツ施設、港湾などの建設が行われ、インフラの充実が図られた。
2024年12月17日、エファテ島の沖合約30キロ、深さ57キロを震源とするM7.3の地震が発生。アメリカ大使館などが入居するビルなどが倒壊、16人以上が死亡し、210人以上が負傷した。翌2025年1月14日に予定されていた総選挙の投票、開票日は同年1月16日に変更された。

## 政治

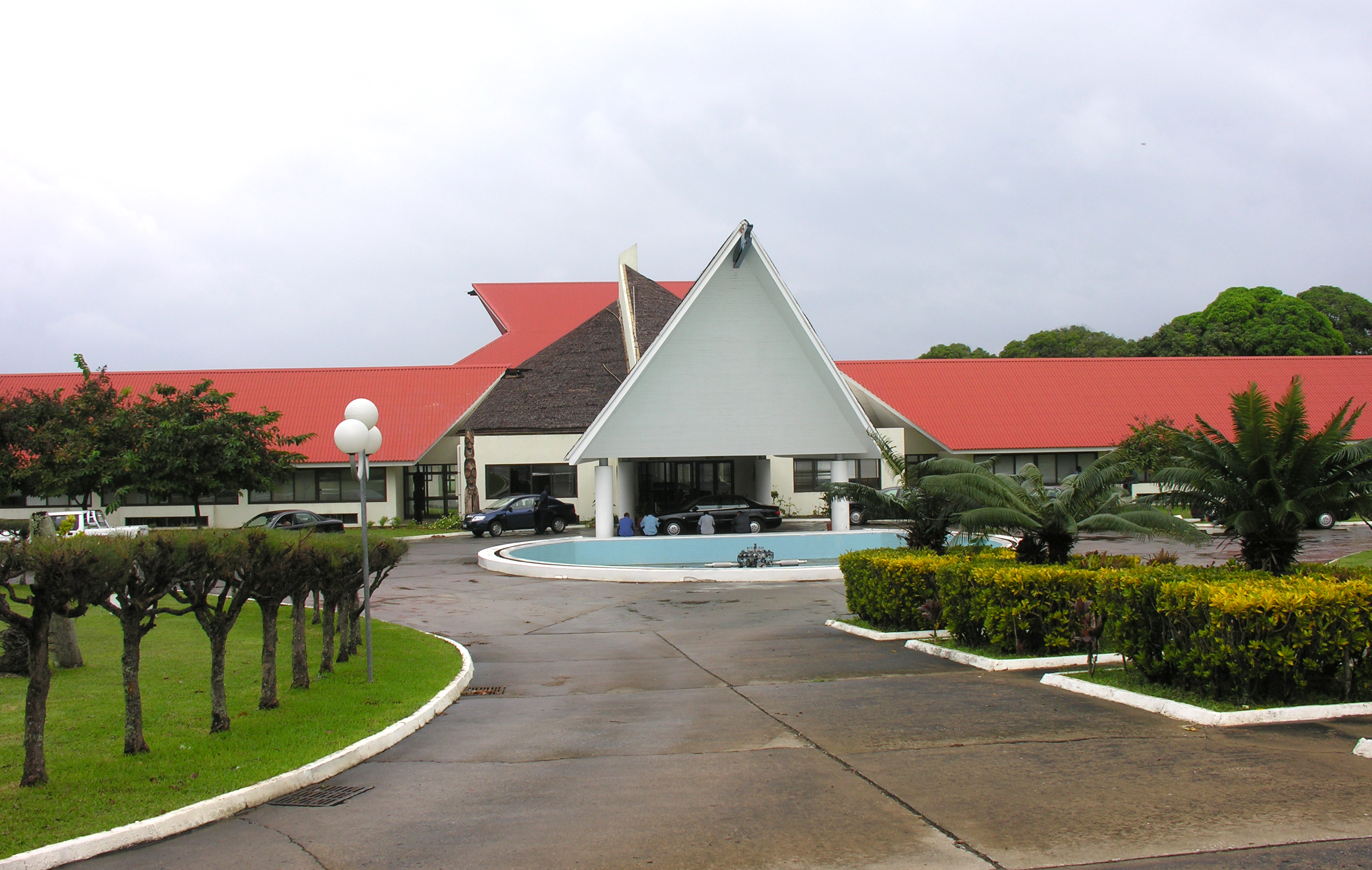
国会議事堂

### 行政
国家元首の大統領は、儀礼的・象徴的役職である。任期5年で、議会の議員と各州議会議長によって構成される大統領選挙会における投票によって次期大統領を決定する。当選には、3分の2以上の得票が必要で、その条件を充たすまで何度も投票を繰り返す。
2004年の大統領選挙では、32人が立候補し、4月8日から12日まで4回の投票を行い、ようやく決定した。
行政府の長である首相は、議会が議員選挙直後に議員の中から選出し、大統領が任命する。閣僚は、首相が指名し、議会に責任を負う（議院内閣制）。

### 議会
議会は一院制。議席数は52で、全て民選。任期4年。
慣習と土地の問題に関しては、部族の首長によって構成される評議会が、議会に助言を与える。

### 政党
バヌアツには13の政党が存在している。2016年1月22日に行われた総選挙では、バヌア・アク党と穏健政党連合、国土正義党の3党が各6、国民統一党とイアウコ・グループが各4、ナグリアメルとナマンギ・アウテが各3議席を獲得するなどした。

### 司法
司法権は最高裁判所に属している。

## 国際関係
太平洋諸島フォーラムや太平洋共同体に参加し、南太平洋の他の島嶼国家や太平洋沿岸諸国（日本や米国、オーストラリア、ニュージーランド、中国など）および太平洋の離島を領有する英仏と連携している。

## 軍事
バヌアツはバヌアツ警察隊（VPF）と海洋警察隊（PMW）、準軍事組織であるバヌアツ機動隊（VMF）を保有し、全体の規模は約550名である。
中国が2022年4月にソロモン諸島と安保協定を結んで南太平洋で勢力を拡大していることに対抗して、オーストラリアはバヌアツと同年12月13日、防衛や治安維持、災害救助を支援する協定に署名した。
南太平洋非核地帯条約により、域内での核兵器の配備や核実験は禁止されている。

## 地理

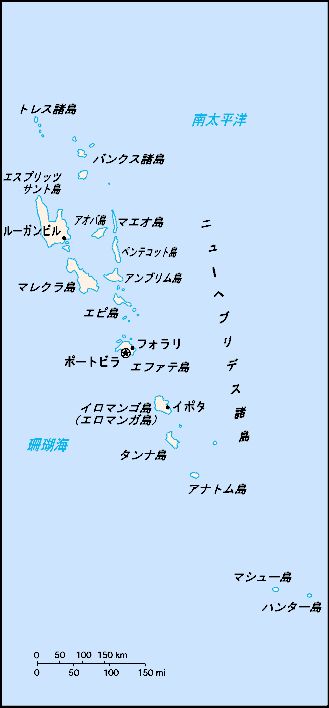
バヌアツの地図

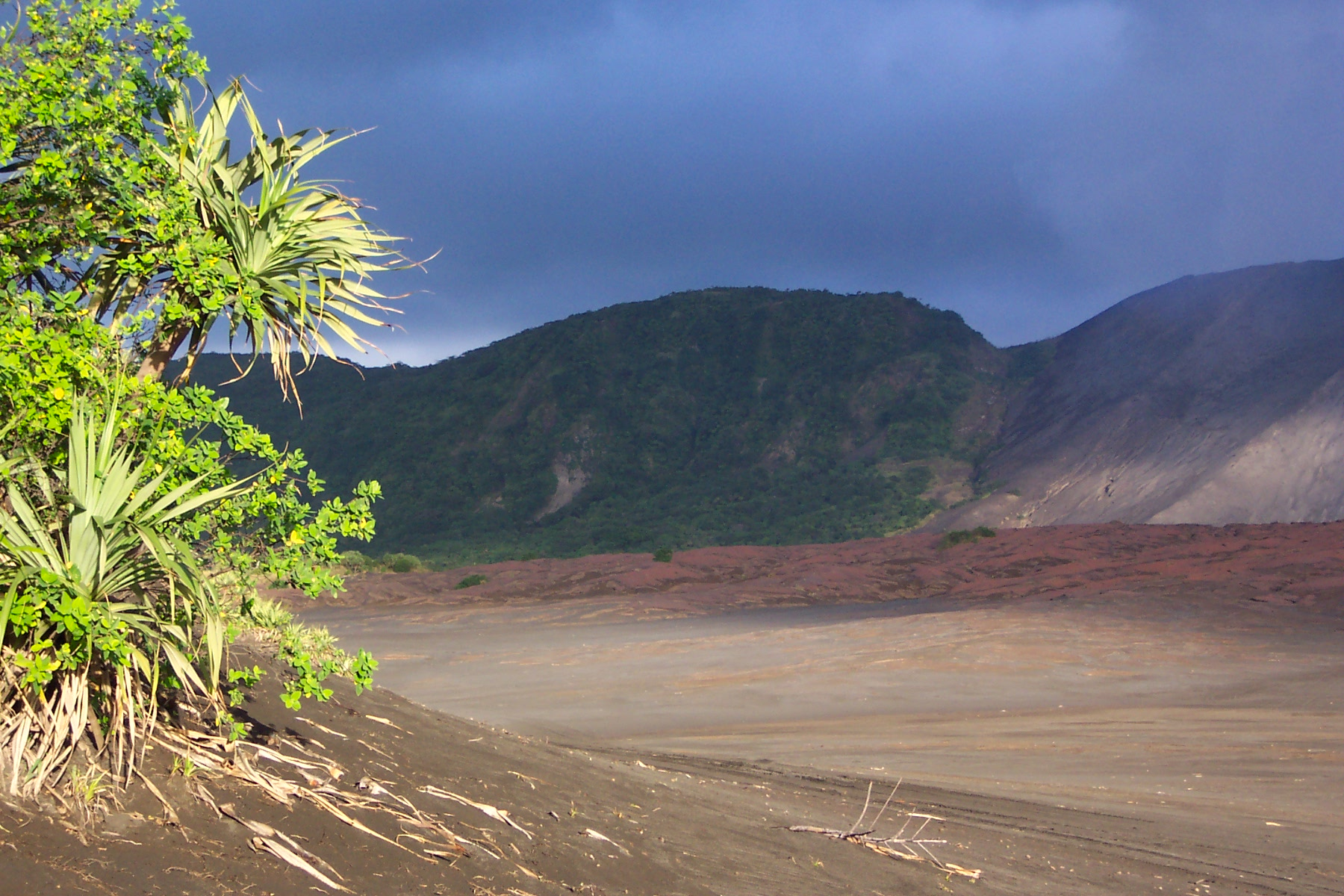
タンナ島のヤスール火山火口

バヌアツは800kmにわたって北北西から南南東に連なる83の島からなり、それらはニューヘブリディーズ諸島と呼ばれる。そのうち、住民が居住する島は約70である。
最大の島はエスピリトゥサント島（3947km2）。同島のタブウェマサナ山 (1878m) がバヌアツの最高地点ともなっている。最大の町は、エファテ島にある首都ポートビラ（33,900人）、2番目はエスピリトゥサント島のルーガンビル（8,500人）。人口は2002年のデータ。
バヌアツの島の約半分は火山島で、険しい山の周りに平地が僅かにある。特にアンブリム島、タンナ島、ロペヴィ島、アンバエ島の火山は活火山として活動が継続している。残りは、サンゴ礁からなる島である。バヌアツの火山は、太平洋プレートがオーストラリアプレートに潜り込むサブダクション帯によるものであり、環太平洋火山帯の一部をなしている。近海では度々マグニチュード7超の強い地震が起きている。
最も南に位置する2つの無人島、マシュー島とハンター島は、フランスの海外領土ニューカレドニアとの間で領有問題を抱えている。

### 主な島
- トーレス諸島
  - ヒウ島
- バンクス諸島
  - モタ島（英語版）（シュガーローフ島）
- エスピリトゥサント島 - 最大の島
- マレクラ島
- アンブリム島
- ロペヴィ島（英語版）（無人島）
- シェパード諸島
  - エマエ島
- エファテ島 - 首都ポートビラ
  - グナ島（英語版）
- タンナ島
- エロマンガ島
- アネイチュム島
- マシュー島（英語版）（無人島）
- ハンター島（英語版）（無人島）

### 気候
全域が熱帯雨林気候であり、海洋性気候の特色を持つ。南東貿易風の影響下にあり、5月から10月にかけて気温が低下する。首都ポートヴィラの最高気温は冬季において25度、夏季には29度に達する。年平均降水量は2300mmである。2015年3月13日から14日にかけてサイクロン・パムの直撃による被害を受けた。

## 地方行政区分
バヌアツは6つの州に分かれる。

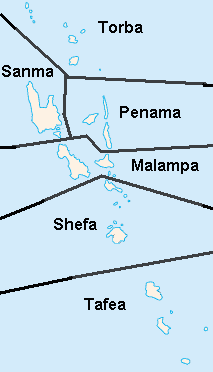
バヌアツの州
（領土問題を抱えるマシュー島とハンター島は省略している）

- トルバ州 (Torba) - トーレス諸島とバンクス諸島が所属（人口7,000人, 面積882 km2）
- サンマ州 (Sanma) - エスピリトゥサント島とマロ島などが所属（人口33,000人, 面積4,248 km2）
- ペナマ州 (Penama) - アンバエ島（英語版）（アオーバ島とも）、マエウォ島（英語版）、ペンテコスト島（英語版）などが所属（人口25,000人, 面積1,198 km2）
- マランパ州 (Malampa) - マレクラ島、アンブリム島、そしてアンブリュム島のすぐ南にある小さな島・パーマ島からなっている。（人口32,000人, 面積2,779 km2）
- シェファ州 (Shefa) - シェパード諸島（エピ島とエファテ島の間にある）とエピ島とエファテ島（首都ポートビラが所在）などが所属（人口49,000人, 面積1,455 km2）
- タフェア州 (Tafea) - タンナ島、フツナ島、エロマンガ島、アネイチュム島、アニワ島などが所属（人口27,000人, 面積1,627 km2）

## 経済

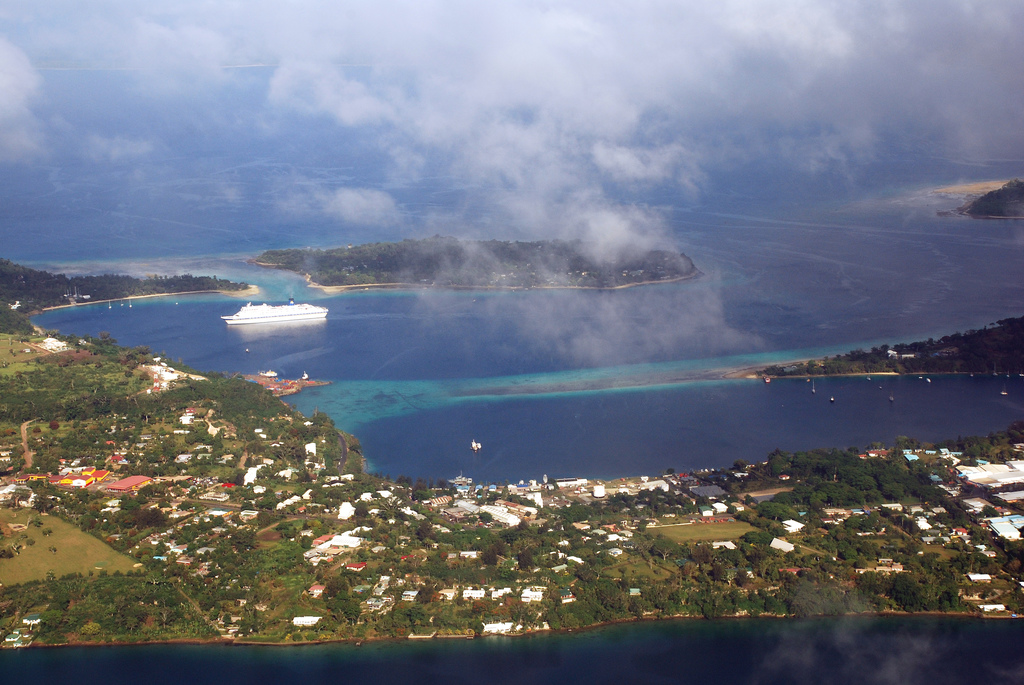
首都ポートビラ

バヌアツの経済は主に農業で占められ、ヤムイモ、タロイモ、コプラ、ココア、牛肉などの生産が主である。
政府による国家開発政策策定の影響で、2003年以降観光業が順調であり、航空便やクルーズ船の増加に伴い観光客数が年々増加している。無形世界遺産の砂絵などの民俗文化、風光明媚な風土を活かしたスキューバダイビング、火山見学などを目的とした観光客が多く、外貨獲得手段の一つとなっている。主な対外援助提供国はフランス、オーストラリア、ニュージーランドである。
- 輸出品目 - コプラ、牛肉、木材、ココア、コーヒー、カバ（kaba , 健康飲料）
- 輸出国（2002年） - インド 32.5%、タイ王国 22.8%、韓国 10.5%、インドネシア 6.3%、日本 4.9%
- 輸入品目 - 機械機器、食料、燃料
- 輸入国（2002年） - オーストラリア 22.1%、日本 19.2%、ニュージーランド 10.1%、シンガポール 8.1%、フィジー 6.6%、台湾 5%、インド 5%

オフショア金融などサービス業も盛んである。
反面で同国における経済の発展は、輸出量の低さをはじめ、自然災害に対する脆弱性や島々と国の2つの都市の間の距離が長いことにより、未だに妨げられている点が根深い。

## 交通
フラッグ・キャリアとしてバヌアツ航空があり、ポートビラ・バウアフィールド空港をハブ空港として国内線・国際線を運用している。日本からの直行便はなく、フィジー経由で約17時間かかる。

## 国民

### 民族

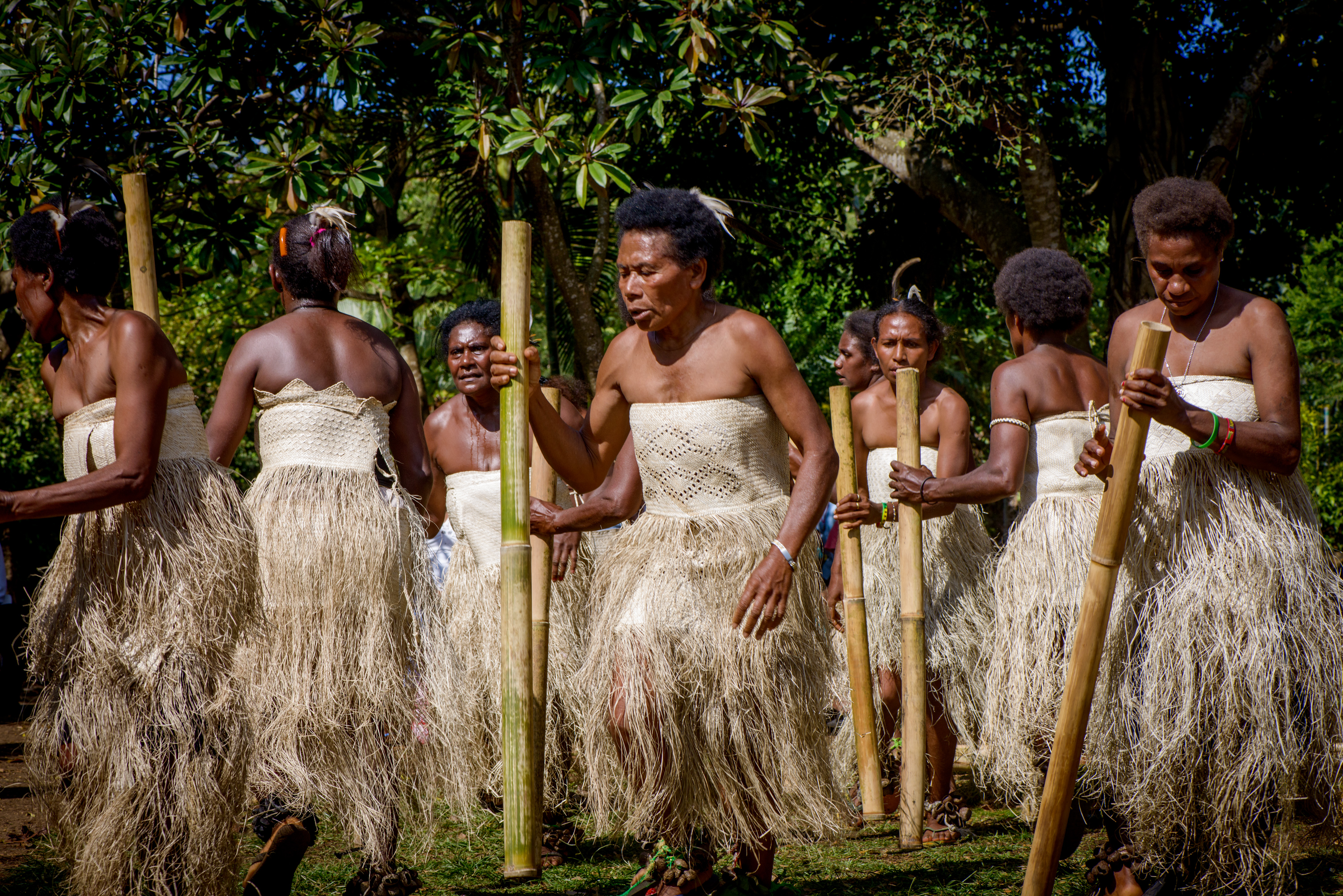
ダンスを踊るバヌアツ女性

人種構成は、メラネシア系が98%で、他にフランス系、ベトナム系、中国系、非メラネシア系太平洋諸島民族が住む。

### 言語
バヌアツには、3つの公用語（ビスラマ語、英語、フランス語）の他、100以上の地方言語がある。共通語は、ピジン英語のビスラマ語（ビシュラマ語）である。ビスラマ語は英語を基本に、大洋州諸語のポリネシア諸語や南オセアニア諸語とフランス語が混ぜ合わさってできたクレオール語で共通語としての役割を担っている。
国民は普段は自分の出身地の言語を使い、ビスラマ語が普及する以前は島ごとに言語や文化が異なり他の島の人との疎通が困難だったため「砂絵」という絵文字文化が生まれた。これは一筆書きで描かれるという特徴がある。
南太平洋の独立国の中では唯一フランス語が公用語になっており、主に首都ポートビラのあるエファテ島とタンナ島やエスピリトゥサント島で使われている。各家庭が教育では英語系とフランス語系どちらかを選ぶことができる。政治勢力も英語系・仏語系に分かれており、英仏共同統治の名残となっている。政府機関などでは英語が主に使われている。
- 大洋州諸語は100以上に及ぶが以下の言語が代表的である。右側に主に使われている地域を示す。
  - レナケル語（英語版） - タンナ島。話者数が1万人を超える最大規模の言語。
  - グナ語（英語版） - エファテ島。話者数9千人を超える2番目の言語。
  - ウリピブ語（英語版） - マレクラ島。話者数9千人を超える3番目の言語。
  - モタ語（英語版） - モタ島（シュガーローフ島）
  - エマエ語（英語版） - シェファ州エマエ島
  - メレ・フィラ語（英語版） - シェファ州エファテ島
  - フトゥナ・アニワ語（英語版） - タフェア州アニワ島（英語版）、フトゥナ島（英語版）
  - ツツバ語- ツツバ島。話者数は500人にも満たないが、日本人の研究者が存在する。希少な子音舌唇音を持つことでも知られる。

### 宗教
宗教は、長老派教会 36.7%、英国国教会 15%、カトリック教会 15%、地域固有の伝統信仰 7.6%、セブンスデー・アドベンチスト 6.2%、キリスト教会 3.8%、その他 15.7%。その他には、ジョン・フラム信仰が含まれる。ジョン・フラム信仰とは、太平洋戦争終了に伴うアメリカ軍撤退後にメラネシアの各地で広まったカーゴ・カルト（積荷信仰）の一つで、ジョン・フラムという白人の聖者が莫大な財宝（積み荷）を持って自分たちの島を訪れるというものである。タンナ島では、毎年2月15日に彼を迎えるための盛大な祭りが行われている。

### 健康
バヌアツにおける平均寿命は、男性が67歳、女性が70歳となっている。

## 治安
2021年04月30日時点で日本国外務省は「近年、首都ポートビラ周辺では、人口の集中や高い失業率などのため、空き巣、引ったくり及び性的暴行などの犯罪が増加しています。日本人宅や商店への空き巣・強盗被害が報告されていますので、窓には鉄格子を設置する、外出する際は戸締まりをするなど、容易に侵入されない防犯対策が必要です。また、性的被害や暴行に遭わないよう、夜間単独での外出は控えてください。」としている。
また、首都ポートビラ周辺では部族間の抗争が発生することがあり、同国滞在中は不測の事態に巻き込まれないよう、現地の報道やホテルなどから最新の情報を入手すると共に、デモや集会を行っている場所や抗争・喧嘩の現場など、多くの人間が集まる場所には近付かないようにするなどの注意が必要とされる。

### 法執行機関
バヌアツ警察（VPF）が主体となっている。

## マスコミ

### 情報・通信
バヌアツには国営放送のVBTCがあり、インターネットにおいてはウガンダ共和国のプロバイダを使うことが多い。新聞は売店などでの販売が主流。

## 文化
バヌアツの文化は地域の差異や外国の影響により、強い多様性を保っていることが特徴となっている。
バンジージャンプの起源となった成人の儀式「ナゴール」が有名である。

### 食文化
バヌアツの料理には、魚、タロイモやヤムイモなどの根菜、果物、野菜が用いられる。パパイヤ、パイナップル、マンゴー、プランテン、サツマイモは年間を通して豊富に収穫されている為、それらを使った料理も提供されている。
主な調理法は「煮込み」で同国においては伝統的なものともなっている。多くの料理の味付けにココナツミルクとココナツクリームが使用されている点が特徴。著名な料理としては、ラプラプが挙げられる。

### 文学
著名な作家は殆ど存在していない。2002年に亡くなった女性の権利活動家のグレース・メラ・モリサは「非常に叙述的な詩人」とされており、現在ではバヌアツを代表する作家の一人として国際的に有名となっている。

### 音楽
バヌアツの農村地域では、伝統音楽（ビスラマ語:kastom singsing、または kastom tanis）が今も盛んに行われている。

### 映画
タンナ島を舞台にした『タンナ』は、同国とオーストラリアの合作映画である。

### 美術
サンド・ドローイングと呼ばれる儀式的な芸術が古くから続いている。

### 世界遺産
2003年に「バヌアツの砂絵」が世界無形文化遺産に登録された。

### 祝祭日
| 日付           | 日本語表記           | 現地語表記             | 備考               |
| -------------- | -------------------- | ---------------------- | ------------------ |
| 1月1日         | 元日                 | New Year's Day         |                    |
| 2月21日        | ファザー・リニ・ディ | Father Walter Lini Day | リニは、初代首相。 |
| 3月5日         | 酋長たちの日         | Custom Chiefs Day      |                    |
| 移動祝祭日     | 聖金曜日             | Good Friday            |                    |
| 移動祝祭日     | 復活祭の翌日         | Easter Monday          |                    |
| 移動祝祭日     | キリスト昇天祭       | Ascension Day          |                    |
| 5月1日         | メーデー             | Labor Day              |                    |
| 7月後半        | こどもの日           | Childrens Day          |                    |
| 7月30日        | 独立記念日           | Independence Day       |                    |
| 8月15日        | 聖母被昇天祭         | Assumption Day         |                    |
| 10月5日        | 憲法記念日           | Constitution Day       |                    |
| 11月29日       | 祖国統一の日         | National Unity Day     |                    |
| 12月25日・26日 | クリスマス           | Christmas Days         |                    |

### スポーツ
バヌアツ出身の著名アスリートとして、サッカー選手のリチャード・イワイや陸上競技選手のジョルジュ・タニエルなどがいる。
サッカー
バヌアツ国内ではサッカーが最も人気のスポーツとなっており、1994年にサッカーリーグのポートビラ・フットボールリーグが創設された。同リーグではタフェアFCが圧倒的な強さを誇っており、1994年から2009年にかけて世界記録となる15連覇を達成している。バヌアツサッカー連盟によって構成されるサッカーバヌアツ代表は、これまでFIFAワールドカップには未出場である。しかし、OFCネイションズカップには9度の出場経験をもつ。
クリケット
クリケットも人気スポーツである。19世紀末にニューヘブリディーズ諸島に住んでいたイギリス人駐在員を通じてバヌアツに導入された。最初の国際試合はフィジーと1977年に行った。1979年にはクリケットバヌアツ国立クリケットチームが初の南太平洋競技大会で銀メダルを獲得し歴史を作った。バヌアツクリケット協会は1995年に国際クリケット評議会に加盟した。

## 著名な出身者
歴史的な人物にはロイ・マタが知られている。ロイ・マタは、現在のバヌアツ地域における指導者の一人であり、かつてメラネシアにおいて強大な権力を示した酋長でもあった。
バヌアツを代表する女優にはマリエ・ワワが挙げられる。